# 柔远县 (越南)
柔远县，唐朝时设置的县。
唐朝初年以唐林县、安远县置唐林州，后州、县皆废。总章二年（669年），在其故地置福禄州。同置安远县，为福禄州治所。后福禄州改为福禄郡，至德二年（757年），福禄郡改为唐林郡，同年安远县改名柔远县。